# 그리스 대통령
그리스 공화국 대통령(그리스어: Πρόεδρος της Ελληνικής Δημοκρατίας)은 그리스 공화국의 국가 원수이다. 현직 대통령은 콘스탄티노스 타술라스다. 대통령은 그리스 군대의 통수권자이며, 좌석 배치에서 가장 하석에 앉으며 1974년의 현행 그리스 헌법에 따라 대통령의 권한이 일부 제한되었으며, 또 1986년 그리스 개헌에서 대통령의 권력에 더욱 제약을 두었다.

## 같이 보기
- 그리스의 국가 원수 목록
- 그리스의 총리
- 그리스의 총리 목록